# Be Here Now (livro)
Be Here Now é um livro de memórias de 1971 escrito pelo professor espiritual Ram Dass, também conhecido como Richard Alpert. A obra trata questões centrais da filosofia oriental, como a espiritualidade, a ioga e a meditação. O título foi sugerido por seu guia Bhagavan Das em uma de suas viagens à Índia. A capa apresenta uma mandala que incorpora o título, uma cadeira, linhas radiais e a palavra "Lembre-se" (Remember) repetida quatro vezes.
A obra de Ram Dass foi descrita por vários críticos como "seminal", que ajudou a popularizar o pensamento oriental no interior da geração baby boomer no Ocidente. Por sua influência no movimento hippie e nos movimentos espirituais subsequentes, chegou a ser descrita como uma "Bíblia contracultural".